# Bactérie bioluminescente

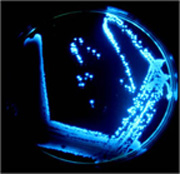
Plaque bioluminescente

Une bactérie bioluminescente est une bactérie productrice de lumière, qu'on trouve principalement dans l'eau de mer, les sédiments marins, la surface des poissons en décomposition et dans l'intestin des animaux marins. Le phénomène de la bioluminescence bactérienne est constaté également chez les bactéries terrestres et d’eau douce, mais plus rarement. Les bactéries bioluminescentes peuvent vivre de manière autonome, comme le Vibrio harveyi, ou bien établir des symbioses avec divers animaux, tels que le calmar Bobtail hawaïen (Aliivibrio fischeri) ou des nématodes (Photorhabdus luminescens). Dans ces relations, les organismes hôtes offrent un environnement sûr et une source de nourriture aux bactéries, tandis que les hôtes tirent avantage de la lumière produite pour se camoufler, attirer des proies ou trouver un partenaire. Ces bactéries bioluminescentes ont développé des relations symbiotiques dont les deux parties impliquées bénéficient mutuellement. Une autre raison possible pour laquelle les bactéries utilisent la réaction de luminescence est la détection du quorum, une capacité à réguler l'expression des gènes en réponse à la densité cellulaire bactérienne.

## Histoire
La bioluminescence due aux bactéries apparait dans les archives depuis des milliers d’années. Elle apparait dans le folklore de nombreuses régions, notamment la Scandinavie et le sous-continent indien. Aristote et Charles Darwin ont tous deux décrit le phénomène de l'éclat des océans. Depuis sa découverte, il y a moins de 30 ans, l'enzyme luciférase et son gène régulateur, lux, ont conduit à des avancées majeures en biologie moléculaire, grâce à son utilisation comme gène rapporteur. La luciférase a été isolée pour la première fois par McElroy et Green en 1955. Puis, il y a eu la découverte de deux sous-unités de la luciférase, appelées sous-unités α et β. Les gènes codant pour ces enzymes, luxA et luxB, respectivement, ont été isolés pour la première fois dans l'opéron lux d'Aliivibrio fisheri.

## Rôle de la bioluminescence
La bioluminescence sert aux organismes qui la produisent principalement à attirer des partenaires, à se défendre contre les prédateurs et à envoyer des signaux d'avertissement. Ces bactéries ont évolué pour utiliser la bioluminescence surtout comme moyen de dispersion. Une hypothèse avancée suggère que les bactéries entériques, en particulier celles qui vivent dans les profondeurs de l'océan et survivent dans les intestins d'autres organismes, ont adopté la bioluminescence comme une stratégie de dispersion efficace. Après avoir colonisé le tube digestif de poissons et d'autres organismes marins, les bactéries bioluminescentes sont excrétées sous forme de boulettes fécales. Lors cette phase, elles exploitent leur bioluminescence pour attirer d'autres organismes coprophages, qui les transportant ainsi vers de nouveaux environnements ou hôtes potentiels. Cette stratégie démontre la polyvalence de la bioluminescence dans le contexte de la survie et de la dispersion des bactéries. La bioluminescence des bactéries facilite ainsi leur survie, leur persistance et leur dispersion car elles peuvent ainsi pénétrer et habiter d'autres organismes.

## Régulation de la bioluminescence
Les bactéries bioluminescentes régulent leur bioluminescence en modulant l'activité de l'enzyme oxydative connue sous le nom de luciférase. Cette régulation est essentielle pour économiser de l'énergie lorsque la population bactérienne est rare. Cette coordination de la bioluminescence est possible grâce à un mécanisme de communication chimique appelé « détection du quorum ». En régulant la production de lumière de cette manière, les bactéries peuvent optimiser leur utilisation des ressources énergétiques en fonction de la densité cellulaire, ce qui représente une adaptation stratégique pour leur survie. Fondamentalement, certaines molécules de signalisation appelées autoinducteurs, associées à des récepteurs bactériens spécifiques, s'activent lorsque la densité de population bactérienne atteint un seuil suffisamment élevé. L'activation de ces récepteurs entraîne une induction coordonnée de la production de luciférase, ce qui aboutit finalement à l'émission de luminescence visible.

## Biochimie de la bioluminescence

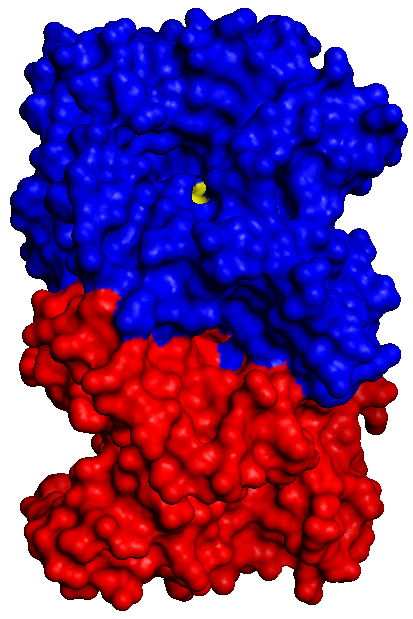
La luciférase bactérienne se compose de deux sous-unités, représentées par les régions rouges et bleues.

La réaction chimique à l'origine de la bioluminescence est catalysée par l'enzyme luciférase. En présence d'oxygène, la luciférase catalyse l'oxydation d'une molécule organique appelée luciférine. La bioluminescence est un phénomène répandu chez divers organismes, tels que les bactéries, les insectes et les dinoflagellés, dont le mécanisme général implique l'utilisation de la luciférase et de la luciférine. Il existe toutefois différents systèmes luciférine-luciférase. Dans le cas de la bioluminescence bactérienne, la réaction biochimique repose sur l'oxydation d'un aldéhyde aliphatique par une flavine mononucléotide réduite. Les produits de cette réaction d’oxydation comprennent un mononucléotide de flavine oxydé, une chaîne d’acide gras et de l’énergie sous la forme d’une lumière visible bleu-vert.
Réaction : 
FMNH2 + O2 + RCHO → FMN + RCOOH + H2O + lumière

## Evolution de la bioluminescence
Parmi les émetteurs de lumière présents dans l'océan, les bactéries bioluminescentes se distinguent par leur abondance et leur diversité. Cependant, leur répartition inégale suggère des adaptations évolutives. Certaines bactéries terrestres, comme celles du genre Photorhabdus, sont bioluminescentes, tandis que des genres marins tels que Vibrio et Shewanella oneidensis comprennent des espèces étroitement apparentées ne produisant pas de lumière. Malgré ces différences, toutes les bactéries bioluminescentes partagent une séquence génétique commune, impliquant l'oxydation enzymatique de l'aldéhyde et de la flavine mononucléotide réduite par la luciférase, qui sont contenus dans l'opéron lux. Les bactéries provenant de niches écologiques distinctes contiennent cette séquence génétique ; par conséquent, la séquence génétique identique suggère évidemment que les bactéries bioluminescentes résultent d’adaptations évolutives.

### Utiliser comme outil de laboratoire
La découverte de l'opéron lux aurait révolutionné l'utilisation de bactéries bioluminescentes comme outil de laboratoire en microbiologie environnementale. Les applications en sont les biocapteurs pour la détection des contaminants, la mesure de la toxicité des polluants,, et la surveillance des bactéries génétiquement modifiées rejetées dans l'environnement,,. Les biosenseurs, créés en plaçant un ensemble de gènes lux sous le contrôle d'un promoteur inductible, peuvent être utilisés pour déterminer la concentration de polluants spécifiques. Ces biosenseurs sont également capables de distinguer les polluants qui sont biodisponibles, c'est-à-dire susceptibles d'interagir avec les organismes vivants, de ceux qui sont inertes et non disponibles. Par exemple, une souche de Pseudomonas fluorescens génétiquement modifiée pour être capable de dégrader le salicylate et le naphtalène sert de biocapteur pour évaluer la biodisponibilité du salicylate et du naphtalène. Les biocapteurs peuvent également servir d'indicateurs de l'activité métabolique cellulaire et de moyens de détection de la présence d'agents pathogènes.

## Évolution
La chimie productrice de lumière derrière la bioluminescence varie selon les lignées d’organismes bioluminescents. Sur la base de cette observation, la bioluminescence aurait évolué indépendamment au moins 40 fois. Chez les bactéries bioluminescentes, la reclassification des membres du groupe d'espèces Vibrio fischeri en un nouveau genre, Aliivibrio, a conduit à un intérêt accru pour les origines évolutives de la bioluminescence. Parmi les bactéries, la répartition des espèces bioluminescentes est polyphylétique. Par exemple, alors que toutes les espèces du genre terrestre Photorhabdus sont luminescentes, les genres Aliivibrio, Photobacterium, Shewanella et Vibrio contiennent à la fois des espèces capables de luminescence et d'autres non. La bioluminescence des bactéries, bien qu'elle n'ait pas une origine commune, partage une séquence génétique commune. L'émergence de l'opéron lux, fortement conservé, chez des bactéries provenant de divers environnements suggère un avantage sélectif significatif malgré les coûts énergétiques élevés associés à la production de lumière. On suppose que la réparation de l'ADN constitue le premier avantage sélectif de la bioluminescence bactérienne. En conséquence, l'opéron lux aurait pu être perdu chez les bactéries ayant évolué des mécanismes plus efficaces de réparation de l'ADN, tandis qu'il aurait été conservé chez celles pour lesquelles la luminescence visible est devenue un avantage sélectif,. On pense que l’évolution de la détection du quorum a conféré un avantage sélectif supplémentaire à la production de lumière. La détection du quorum permet aux bactéries de conserver leur énergie en garantissant qu'elles ne synthétisent pas de produits chimiques produisant de la lumière à moins qu'une concentration suffisante de leur espèce ne soit présente pour être visible.

## Groupes bactériens qui présentent une bioluminescence
Les espèces bactériennes qui possèdent une bioluminescence appartiennent aux familles des Vibrionaceae, des Shewanellaceae ou des Enterobacteriaceae, qui sont toutes classées dans la classe des Gammaproteobacteria.
| Famille                                                                          | Genre                    | Espèces |
| -------------------------------------------------------------------------------- | ------------------------ | --- |
| Entérobactéries                                                                  | Photorhabdus             | Photorhabdus asymbiotique Photorhabdus luminescens Photorhabdus tempéré |
| Shewanellacées                                                                   | Shewanella               | Shewanella woodyi Shewanella Hanedai |
| Vibrionacées                                                                     | Aliivibrio               | Aliivibrio fischeri Aliivibrio logei Aliivibrio salmonicida Aliivibrio sifiae Aliivibrio "thorii" Aliivibrio wodanis                                                                                |
| Vibrionacées                                                                     | Photobactérie            | Photobactérie aquimaris Photobactérie demoiselle Photobactérie kishitanii Photobactérie leiognathi Photobactérie mandapamensis Photobactérie phosphoreum                                            |
| Vibrionacées                                                                     | Vibrio                   | Vibrio azuré Vibrio "beijerinckii" Vibrio Campbellii Vibrio chagasii Vibrio cholérique Vibrio Harveyi Vibrio méditerranéen Vibrio orientalis Vibrio sagamiensis Vibrio splendidus Vibrio vulnificus |
| Vibrionacées                                                                     | « Candidat Photodesmus » | « Candidat Photodesmus katoptron » |
| Source : Liste de Dunlap et Henryk (2013), "Luminous Bacteria", The Prokaryotes. |                          | |

### Distribution
Les bactéries bioluminescentes sont plus abondantes dans les environnements marins pendant les périodes de floraison printanière, lorsque les concentrations de nutriments sont élevées. On les trouve principalement dans les eaux côtières, notamment près de l'embouchure des rivières, telles que le nord de la mer Adriatique, le golfe de Trieste, la partie nord-ouest de la mer Caspienne, la côte africaine, et bien d'autres régions. Ces zones sont souvent appelées "mers laiteuses" en raison de leur aspect laiteux lumineux. Les bactéries bioluminescentes sont également présentes dans des environnements d'eau douce et terrestres, bien qu'elles soient pas rares. Elles sont présentes à l'échelle mondiale, que ce soit en tant qu'organismes vivant en liberté, en symbiose avec d'autres espèces, ou même en tant que parasites et éventuellement comme pathogènes opportunistes. Les facteurs qui affectent la distribution des bactéries bioluminescentes comprennent la température, la salinité, la concentration en nutriments, le niveau de pH et le rayonnement solaire. Par exemple, Aliivibrio fischeri se développe dans des environnements où les températures sont comprises entre 5 et 30 °C et un pH inférieur à 6,8 ; tandis que Photobacterium phosphoreum prospère dans des conditions où les températures sont comprises entre 5 et 25 °C et un pH inférieur à 7,0.

## Diversité génétique
Toutes les bactéries bioluminescentes partagent une séquence génétique commune, l'opéron lux, caractérisé par l'organisation génique luxCDABE. LuxAB code pour la luciférase, tandis que luxCDE code pour un complexe d'acide gras réductase responsable de la synthèse des aldéhydes nécessaires à la réaction bioluminescente. Malgré cette organisation génétique commune, des variations, telles que la présence d'autres gènes lux, peuvent être observées entre les espèces. L'opéron lux peut être classé en quatre types distincts en fonction des similitudes dans le contenu et l'organisation des gènes : le type Aliivibrio/Shewanella, le type Photobacterium, le type Vibrio/Candidatus Photodesmus et le type Photorhabdus. Cependant, l'histoire évolutive de cette organisation génétique n'est pas encore complètement comprise.
Toutes les variantes de l'opéron lux, à l'exception du type Photorhabdus, comportent le gène luxG, codant pour la flavine réductase. Dans la plupart des opérons de type Aliivibrio/Shewanella, on trouve des gènes régulateurs luxI/luxR supplémentaires qui sont responsables de l'autoinduction lorsque le quorum est détecté. L'opéron de type Photobacterium se caractérise par la présence de gènes rib, qui codent pour la riboflavine, formant ainsi l'opéron lux-rib. Quant à l'opéron de type Vibrio/Candidatus Photodesmus, il diffère des types Aliivibrio/Shewanella et Photobacterium en ce qu'il ne contient aucun gène régulateur directement associé.

## Mécanisme
Toutes les luciférases bactériennes sont des hétérodimères d'environ 80 KDa, composées de deux sous-unités : α et β. La sous-unité α est responsable de l'émission de lumière, et les gènes luxA et luxB codent respectivement pour les sous-unités α et β. Dans la plupart des bactéries bioluminescentes, les gènes luxA et luxB sont situés en amont de luxC et luxD, et en aval de luxE.
La réaction bioluminescente est la suivante :
FMNH2 + O2 + R-CHO → FMN + H2O + R-COOH + Lumière (~ 495 nm)
L'oxygène moléculaire réagit avec le FMNH2 (flavine mononucléotide réduite) et un aldéhyde à longue chaîne pour produire du FMN (flavine mononucléotide), de l'eau et un acide gras correspondant. L'émission de lumière bleu-vert de bioluminescence, comme celle produite par Photobacterium phosphoreum et Vibro harveyi, résulte de cette réaction. La bioluminescence est un processus énergivore, car il nécessite l'utilisation de six molécules d'adénosine triphosphate (ATP) pour chaque photon de lumière émis. Par conséquent, les bactéries bioluminescentes régulent soigneusement l'expression de leurs gènes de bioluminescence. Contrairement à une expression constante, la bioluminescence n'est activée que lorsque c'est nécessaire sur le plan physiologique.

### Détection du quorum

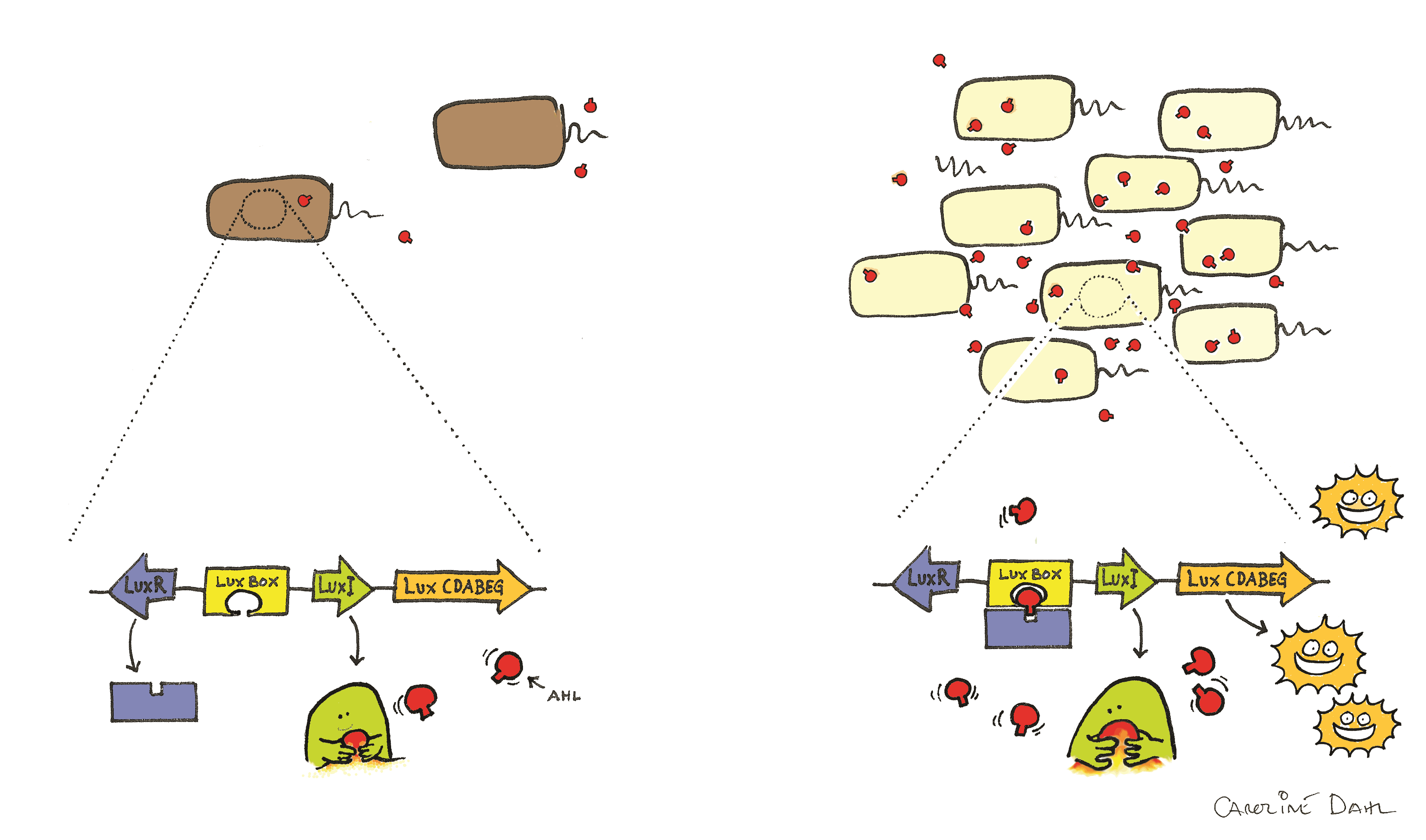
Détection du quorum bactérien

La bioluminescence bactérienne peut être régulée par le mécanisme connu sous le nom d'autoinduction ou détection du quorum. Ce processus implique la communication entre les cellules, modifiant ainsi l'expression des gènes en fonction de la densité cellulaire. L'autoinducteur est une phéromone produite de manière constante par les bactéries bioluminescentes et agit comme une molécule de signalisation extracellulaire. L'autoinducteur est une phéromone diffusible produite de manière constitutive par des bactéries bioluminescentes et sert de molécule de signalisation extracellulaire. Lorsque la concentration d'autoinducteur sécrété par les cellules bioluminescentes dans l'environnement atteint un seuil (supérieur à 107 cellules par ml), elle induit l'expression de la luciférase et d'autres enzymes impliquées dans la bioluminescence. Les bactéries sont capables d'estimer leur densité en détectant le niveau d'autoinducteur dans l'environnement et de réguler leur bioluminescence de telle sorte qu'elle ne s'exprime que leur population est suffisamment élevée. Auquel cas, il sera garanti que la bioluminescence produite par les cellules sera visible dans l'environnement.
Un exemple bien connu de quorum sensing se produit entre Aliivibrio fischeri et son hôte. Ce processus est régulé par deux gènes, LuxI et LuxR. LuxI code pour une synthase autoinductrice qui produit une molécule autoinductrice (AI), tandis que LuxR agit à la fois comme un récepteur et un facteur de transcription pour l'opéron lux. Lorsque LuxR se lie à AI, le complexe LuxR-AI active la transcription de l'opéron lux, ce qui conduit à l'expression de la luciférase. Grâce à ce système, A. fischeri n'émet de lumière que lorsqu'il est en association avec son hôte et que la densité cellulaire atteint un seuil suffisant.
Un autre exemple de détection du quorum par des bactéries bioluminescentes est illustré par Vibrio harveyi, une espèce qui vit en espace libre. Contrairement à Aliivibrio fischeri, V. harveyi ne possède pas les gènes régulateurs luxI/luxR, ce qui signifie qu'il utilise un mécanisme différent pour réguler la détection du quorum. Au lieu de cela, Vibrio harveyi utilise un système connu sous le nom de système de détection du quorum à trois canaux. Dans ce système, il utilise de petits ARN non codants appelés ARN Qrr pour réguler la détection du quorum. Ceux-ci contrôlent la traduction de molécules coûteuses en énergie, et permettent à la bactérie de réguler avec précision son comportement en fonction de la densité cellulaire environnante.

## Rôle
Les utilisations de la bioluminescence et son importance biologique et écologique pour les animaux, y compris les organismes hôtes pour la symbiose bactérienne, ont été largement étudiées. Le rôle biologique et l’histoire évolutive des bactéries spécifiquement bioluminescentes restent encore assez mystérieux et peu clairs,. Cependant, de nouvelles études sont continuellement réalisées pour déterminer les impacts que la bioluminescence bactérienne peut avoir sur notre environnement et notre société en constante évolution. Outre les nombreuses utilisations scientifiques et médicales, les scientifiques ont récemment commencé à se réunir avec des artistes et des designers pour explorer de nouvelles façons d'incorporer des bactéries bioluminescentes, ainsi que des plantes bioluminescentes, dans les sources de lumière urbaines afin de réduire les besoins en électricité. Ils ont également commencé à utiliser des bactéries bioluminescentes comme forme d’art et de design urbain pour l’émerveillement et le plaisir de la société humaine,,.
Une explication du rôle de la bioluminescence bactérienne se trouve dans son aspect biochimique. De nombreuses études ont mis en lumière les implications biochimiques de la voie de la bioluminescence. Elle peut servir comme une voie alternative pour le transport des électrons en présence de faibles concentrations d'oxygène, ce qui peut être avantageux lorsque d'autres substrats fermentescibles ne sont pas disponibles. Dans ce processus, l'émission de lumière est un produit secondaire du métabolisme, résultant de réactions biochimiques complexes.
Les données suggèrent également que la luciférase bactérienne contribue à la résistance au stress oxydatif. Des expériences en laboratoire ont montré que les mutants luxA et luxB de Vibrio harveyi, qui n'ont pas d'activité luciférase, présentaient une croissance altérée sous un stress oxydatif élevé par rapport à la souche sauvage. En revanche, les mutants luxD, qui avaient une luciférase fonctionnelle mais étaient incapables de produire de la luminescence, ne montraient que peu ou pas de différence. Ces résultats suggèrent que la luciférase joue un rôle dans la détoxification des espèces réactives de l'oxygène, contribuant ainsi à la résistance des bactéries au stress oxydatif.
Il a également été suggéré que la bioluminescence bactérienne puisse servir de source de lumière interne lors du processus de photoréactivation, une réparation de l'ADN effectuée par l'enzyme photolyase. Des expériences ont montré que les mutants de V. harveyi qui ne produisent pas de lumière sont plus sensibles à l'irradiation aux UV, ce qui suggère que la bioluminescence pourrait être impliquée dans un mécanisme de réparation de l'ADN facilité par la lumière interne.
Une autre hypothèse, connue sous le nom d'hypothèse de l'appât, avance que la bioluminescence bactérienne attire des prédateurs qui contribueront à la dispersion des bactéries. Ces bactéries peuvent être directement ingérées par des poissons ou indirectement par le zooplancton, qui finira par être consommé par des niveaux trophiques supérieurs. En fin de compte, cela pourrait favoriser leur passage à travers le système digestif des poissons, un environnement riche en nutriments favorable à la division bactérienne, à leur excrétion et à la poursuite de leur cycle. Des expériences menées avec Photobacterium leiognathi luminescent et des mutants non luminescents ont confirmé que la luminescence attire effectivement le zooplancton et les poissons, étayant ainsi cette hypothèse.

## Symbiose avec d'autres organismes
La relation symbiotique entre le calmar bobtail hawaïen Euprymna scolopes et la bactérie marine à Gram négatif Aliivibrio fischeri a fait l'objet de nombreuses recherches. Les deux organismes présentent une relation mutualiste dans laquelle la bioluminescence produite par la bactérie aide à attirer la proie vers le calmar-hôte, qui en retour lui fournit des tissus riches en nutriments et un environnement protégé. La bioluminescence produite par A. fischeri joue un rôle crucial dans la défense du calmar E. scolopes en lui procurant un camouflage lors de ses activités de recherche de nourriture nocturne. Après la colonisation bactérienne, les organes spécialisés du calmar se transforment, et une relation symbiotique s'établit. Le calmar expulse environ 90 % de la population bactérienne chaque matin, car il n'a plus besoin de produire de bioluminescence à la lumière du jour. Cette expulsion favorise la dissémination de l'espèce bactérienne. Une seule expulsion par un calmar bobtail produit suffisamment de symbiotes bactériens pour remplir 10 000 m3 d'eau de mer à une concentration comparable à celle que l'on trouve dans les eaux côtières. En d'autres termes, la quantité de bactéries libérées par le calmar est extrêmement élevée par rapport à la concentration habituelle de ces bactéries dans l'environnement marin côtier. Ainsi, dans au moins certains habitats, la relation symbiotique entre A. fischeri et E. scolopes joue un rôle clé dans la détermination de l'abondance et de la répartition de E. scolopes. Il y a une plus grande abondance d'A. fischeri à proximité d'une population d'E. scolopes et cette abondance diminue nettement avec l'augmentation de la distance par rapport à l'habitat de l'hôte.
Ces espèces bioluminescentes de Photobacterium établissent des associations mutuellement bénéfiques avec les poissons et les calmars. P. kishitanii, P. leiogathi, et P. mandapamensis forment des populations denses dans les organes lumineux des poissons marins et des calmars. En échange de leur présence, ces bactéries reçoivent des nutriments, hébergement et de l'oxygène pour leur reproduction. En retour, elles fournissent la bioluminescence qui aide les poissons et les calmars dans divers aspects de leur vie, tels que la signalisation spécifique au sexe, l'évitement des prédateurs, la localisation ou l'attraction de proies, ainsi que la formation de groupes ou de bancs. Cette relation mutuellement bénéfique favorise la survie et la reproduction des deux partenaires.
| Dans le tableau ci-dessous, les images de droite indiquent en bleu les emplacements de l'organe lumineux des différentes familles de poissons et de calmars symbiotiquement lumineux. E indique une expulsion externe des bactéries bioluminescentes directement dans l'eau de mer. I indique une expulsion interne des bactéries bioluminescentes dans le tube digestif. (E) ou (I) indiquent une localisation supposée de l’expulsion. |
| |

## Lectures complémentaires
- (en) J W Hastings et K H Nealson, « Bacterial Bioluminescence », Annual Review of Microbiology, vol. 31, no 1,‎ 1977, p. 549–595 (ISSN 0066-4227, PMID 199107, DOI 10.1146/annurev.mi.31.100177.003001)